# Sturgeon Bay, Wisconsin
Sturgeon Bay este o localitate, municipalitate și sediul comitatului Door, statul Wisconsin, SUA.
1. ↑  Recensământul Statelor Unite ale Americii din 2010, accesat în 9 iulie 2020
2. ↑  Geographic Names Information System